# آنتونیو بلاسویچ
آنتونیو بلاسویچ (انگلیسی: Antonio Blasevich; ۱۸ اوت ۱۹۰۲ – ۱۹۷۶) بازیکن فوتبال اهل ایتالیا بود.
از باشگاه‌هایی که در آن بازی کرده‌است می‌توان به باشگاه فوتبال اینتر میلان، باشگاه فوتبال تریستیانا، باشگاه فوتبال پالرمو، و باشگاه فوتبال ناپولی اشاره کرد.